# Gottfried Kiesewetter
Gottfried Kiesewetter var en tysk bokhandlare, delvis verksam i Sverige.
Gottfried Kiesewetter kom senast 1735 till Sverige och Stockholm, där han i januari samma år gifte sig med Catharina Elisabeth Halterman, änka efter bokhandlaren J. H. Russworm och övertog dennes boklåda. Han skötte den på egen hand fram till 1761, då han återvände till Tyskland, den drevs därefter ett antal år för hans räkning av C.G. Schindler. 1735–1757 var han även akademibokhandlare i Uppsala. Kiesewetter var under första delen av sin verksamhet i Sverige den störste bokhandlaren i Sverige. Hans återresa till Tyskland var möjligen kopplat till konkurrensen från Lars Salvius. Kiesewetter uppges ha varit mycket välförsedd med utländsk litteratur. Han drev en betydande förlagsrörelse, bland annat med arbeten av Carl von Linné och andra svenska vetenskapsmän.